# Revista Caliban
A Revista Caliban é uma revista digital de literatura fundada em 2016, em Lisboa, Portugal, com o objetivo de incentivar o hábito de leitura e difundir a literatura de língua portuguesa e brasileira. Publica contos, poemas, ensaios, entrevistas, recensões, crónicas de autores consolidados e estreantes. É uma das revistas de literatura mais reconhecidas no panorama da língua portuguesa e abrange a produção literária de todos os países lusófonos. Os seus editores são António Cabrita, Ney Ferraz Paiva, João Oliveira Duarte e Maria João Cantinho.

## História
A Revista Caliban foi fundada por Maria João Cantinho, António Cabrita, João Oliveira Duarte, Marcia Tiburi, Rubens Casara e Renato Rezende e o título é uma homenagem ao Rui Knopfli, que criou a revista de literatura lusófona Os Cadernos de Caliban. Para facilitar a sua divulgação, optou-se por uma plataforma online. Em julho de 2016, foi lançado o novo design e uma equipa de colunistas e colaboradores, como objetivo de reforçar a identidade plural da revista e explorar plenamente as potencialidades do ambiente digital. Em agosto de 2017, juntamente com a Revista Pessoa, realizou um programa, Literatura Aqui, sobre a importância destas duas revistas no panorama online, considerando-as como veículos importantes da  lusofonia. Na Antena 3, foi realizada a entrevista com a editora executiva da Revista Caliban.

## Contributos
Vários escritores lusófonos reconhecidos já publicaram na Caliban ou foram entrevistados pela revista, como Helena Vasconcelos, Marcia Tiburi, Helder Macedo, Ricardo Gil Soeiro, Cláudia Lucas Chéu, Mbate Pedro, Vicente Franz Cecim, Alberto Pucheu, Leonardo Froes, Johny Hooker, Armando Freitas Filho, Márcio Seligmann-Silva, Maria Esther Maciel, Patrícia Baltazar, etc.  A revista também é reconhecida pela qualidade dos seus ensaístas e críticos, que escrevem sobre temas literários/culturais, políticos e sociais. A lista inclui António Cabrita, Gustavo Silveira Ribeiro, Teresa Martins Marques, Teresa Sousa de Almeida, Sofia Amaro, Victor Oliveira Mateus, Luís Filipe Sarmento, Fernando Maroja, Yasmin Nigri, Hugo Pinto Santos, João Oliveira Duarte, Rubens Casara, Marcia Tiburi, Victor Oliveira Mateus, Cândido Oliveira Martins, Carla Diacov, Luciana Brandão Correia, Ney Ferraz, Renato Rezende, Sergio Cohn, Maria da Conceição Caleiro, Rui Nunes, Yara Frateshi, etc.